# SDL Trados Studio
SDL Trados Studio – oprogramowanie służące do tłumaczenia wspomaganego komputerowo, stworzone przez niemiecką firmę Trados GmbH i od 2005 roku udostępniane przez SDL plc (firmę świadczącą usługi dla tłumaczy).

## Historia
Firma Trados GmbH została założona w 1984 w Stuttgarcie w Niemczech przez Jochena Hummela oraz Iko Knyphausena jako spółka świadcząca usługi językowe. Pod koniec lat osiemdziesiątych firma rozpoczęła prace nad stworzeniem oprogramowania służącego do tłumaczenia, a na początku lat dziewięćdziesiątych wydała pierwszą wersję dwóch głównych komponentów pakietu, przeznaczoną dla systemu Microsoft Windows: MultiTerm w 1992 oraz Translator's Workbench w 1994. W 1997 firma Microsoft zdecydowała się wykorzystać oprogramowanie Trados do lokalizowania swoich własnych produktów. Pod koniec lat dziewięćdziesiątych oprogramowanie stało się liderem na rynku komputerowych pamięci tłumaczeń.
Trados został przejęty przez firmę SDL w 2005.

## Wersje produktu
Produkt SDL Trados Studio oferowany jest w dwóch podstawowych wersjach: Freelance (dla tłumaczy freelancerów) oraz Professional (dla biur i firm). 
Oprócz dwóch głównych wersji dostępne są też wersje pomocnicze Freelance Plus (produkt identyczny z Freelance, ale zawierający dwie aktywacje) oraz Starter (wersja kliencka z licznymi ograniczeniami, której podstawowym zastosowaniem jest łączenie się z zewnętrznym serwerem). Dostępne są również ograniczone czasowo wersje Student Edition.

## Zawartość bieżącej wersji pakietu
SDL Trados Studio 2019 składa się z dwóch podstawowych komponentów: środowiska SDL Trados Studio oraz aplikacji do zarządzania terminologią SDL MultiTerm. Oprócz tego w aplikację Studio wbudowana jest obsługa aplikacji ze sklepu AppStore firmy SDL oraz dostęp do usługi Language Cloud (tłumaczenia maszynowe i zarządzanie terminologią online).

## Historyczne wersje pakietu SDL Trados
Trados 1.0 - 7.0
Produkt w wersji rozwijanej przez Trados GMBH przed przejęciem przez firmę SDL. Głównymi komponentami były: aplikacja Translator's Workbench do obsługi pamięci tłumaczeń oraz aplikacja MultiTerm do obsługi terminologii. Produkt zawierał również makra podpinające możliwość pracy z Workbenchem w edytorze MS Word, aplikacje do konwersji formatów DTP oraz aplikacje pomocnicze z serii T-Window. Ostatnią wersją aplikacji w tej architekturze był produkt SDL Trados 2007. 
SDL Trados Studio 2009
Pierwszy produkt w nowej architekturze, łączący aplikację Trados ze środowiskiem SDLX. Nowa koncepcja skupiała się na zapewnieniu kompletnego środowiska do zarządzania projektami tłumaczeniowymi w jednej aplikacji. Wprowadzała również nowe formaty danych: sdltm oraz sdltb.
SDL Trados Studio 2011
Zmiany w stosunku do poprzedniej wersji:
- możliwość edycji źródła
- możliwość przełączenia się na moduł sprawdzania pisowni Worda
- otwieranie do tłumaczenia plików docx ze śledzeniem zmian: zaakceptowanie, odrzucenie lub wyświetlenie podczas pracy w edytorze
- komentarze dodane w trakcie pracy w edytorze do plików Word trafiają (lub nie – w zależności od ustawienia) do pliku końcowego
- możliwość konfigurowania podpowiedzi AutoSugest (np. pochodzących ze słowników) w odniesieniu do rozpoznawania wielkości liter
- eksport pliku roboczego Tradosa do Worda w celu zrobienia korekty poza Tradosem
- centrowanie lub nie ekranu edytora na aktywnym segmencie
- funkcja pseudotłumaczenia do weryfikacji poprawności struktury dokumentu

SDL Trados Studio 2014
Zmiany w stosunku do poprzedniej wersji:
- wstążka, nowy interfejs
- autozapis (domyślnie co 10 minut)
- możliwość zmiany TM User ID (czyli informacja o użytkowniku zapisywana przy jednostce tłumaczeniowej)
- drag&drop pojedynczych plików w celu otwierania ich do tłumaczenia
- automatyczna konkordancja w przypadku braku trafienia
- importowanie komentarzy Word do tłumaczenia
- szybkie łączenie wielu plików na czas pracy w edytorze
- nowe opcje w analizie (możliwość oddzielenia zablokowanych segmentów)
- nowe ustawienia autopropagacji

SDL Trados Studio 2015
Zmiany w stosunku do poprzedniej wersji:
- AutoCorrect, czyli opcje automatycznej korekty tekstu
- obsługa skanowanych PDF-ów
- podpowiedzi AutoSuggest z TM, konkordancji, Fuzzy, tłumaczenia maszynowego
- obsługa wielojęzycznych Exceli
- konfigurowanie wstążki
- zakładki w edytorze
- AnyTM, czyli dodawanie dowolnych TM-ek do dowolnej pary językowej
- znaki specjalne dostępne ze wstążki
- Retrofit, czyli importowanie zmian z pliku końcowego do Tradosa

SDL Trados Studio 2017
Zmiany w stosunku do poprzedniej wersji:
- nowe opcje zaczynania pracy (drag&drop)
- łączenie segmentów rozdzielonych akapitem
- naprawianie fuzzy match
- trafienia częściowe jednostek tłumaczeniowych
- zaawansowane filtrowanie treści w edytorze
- możliwość podglądu pliku w po wprowadzeniu zmian w ustawieniach danego pliku (np. ukrywanie hiperłączy w edytorze) przed rozpoczęciem pracy
- nowe ustawienia przetwarzania plików MS Office i nowy moduł OCR dla PDF-ów (trzeba doinstalować)

Trados 2019:
- funkcja Tell me ułatwiająca dostęp do wszystkich kluczowych funkcji programu
- Useful Tips, czyli wbudowany przewodnik z dostępem do zbioru filmów instruktażowych i innych materiałów
- ulepszony kreator projektów
- ulepszony moduł weryfikacji
- możliwość wprowadzania ustawień weryfikacji dla konkretnych par językowych
- możliwość generowania raportów weryfikacji technicznej dokumentu
- większe możliwości obsługi technicznej posiadanych pamięci tłumaczeń
- dostęp do najnowszych filtrów obsługi popularnych rozszerzeń
- zmodyfikowany interfejs aplikacji SDL MultiTerm

## Obsługiwane formaty dokumentów źródłowych
SDL Trados Studio 2019 obsługuje formaty: TTX, ITD, Adobe PDF, Microsoft Word, Excel oraz PowerPoint, OpenOffice, InDesign (IDML do wersji CS6 oraz INX), InCopy (ICML do wersji CS6), QuarkXPress, PageMaker, Interleaf, FrameMaker (MIF wersje 8.0 do 11.0), HTML, SGML, XML i SVG.

## Obsługa pamięci tłumaczeń oraz glosariuszy
Pamięć tłumaczeniowa tworzona przez SDL Trados Studio jest plikiem w formacie SDLTM. Przy tworzeniu nowych pamięci tłumaczeń w postaci pliku sdltm SDL Trados Studio tworzy plik bazy danych (w formacie SQLite), w którym przechowywane są wszystkie jednostki tłumaczeniowe. Pamięć tłumaczeniowa zawiera także informacje dotyczące struktury i kontekstu zawartych danych, łącząc poszczególne segmenty z miejscem ich występowania w dokumencie. Dzięki temu narzędzie może wybrać z pamięci tłumaczeń najbardziej odpowiedni w danym przypadku segment.
- Plik główny pamięci tłumaczeń: .sdltm

W poprzedniej wersji programu Trados tworzone były także sieci plików umożliwiające wyszukiwanie niedokładnych tłumaczeń (ang. fuzzy search). Stara pamięć tłumaczeń składa się z pięciu plików:
- Plik główny pamięci tłumaczeń: .tmw
- Sieć połączonych plików: .mdf, *.mtf, *.mwf, *.iix

Podczas kopiowania pamięci tłumaczeń należy skopiować wszystkie pięć plików pamięci. W przeciwnym razie Translator's Workbench podczas otwierania pamięci tłumaczeń wyświetli komunikat o błędzie kopiowania.
Trados może również wykorzystywać pamięci tłumaczeń znajdujące się na serwerach.
Glosariusze (bazy terminologiczne) są obsługiwane przez aplikację MultiTerm. Tworzone glosariusze mogą być zarówno dwu-, jak i wielojęzyczne.

## Udział firmy w rynku
Według sondażu z 2004 roku, przeprowadzonego przez Bank Światowy, szacowany udział firmy Trados w globalnym rynku wynosił 75%. Dodatkowo 10% udziałów posiadała firma SDL. Według producenta w czerwcu 2012 roku w użyciu było ponad 185 tysięcy licencji SDL Trados Studio. Konkurencyjny producent Wordfast w czerwcu 2011 roku deklarował 25 tysięcy licencji w użyciu, sygnalizując jednocześnie, że jest drugim w kolejności graczem na rynku.
Według badania przeprowadzonego przez ICU Translation Memory Survey w 2006 roku około 35% niezależnych tłumaczy korzystało z programu Trados, a kolejne 15% używało pakietu SDL Trados.

## Dokumentacja i pomoc
Instrukcje obsługi pakietu SDL Trados Studio są dostępne do pobrania na stronie internetowej firmy. Podstawowe szkolenie z zakresu obsługi pakietu dostępne jest w formie comiesięcznych, bezpłatnych seminariów przeprowadzanych za pośrednictwem Internetu. Standardowe szkolenia są również prowadzone w centrach szkoleniowych autoryzowanych przez firmę SDL.

## Krytyka
Trados był krytykowany za brak kompatybilności z poprzednimi wersjami oraz słaby system pomocy oferowany użytkownikom oprogramowania. Obrońcy twierdzą, iż konkurencyjne systemy pamięci tłumaczeń są równie drogie, a pomoc można uzyskać w Internecie od licznej społeczności użytkowników.
Wprowadzono szereg rozwiązań, aby umożliwić obsługę różnych wersji formatów plików tworzonych przez program Studio, jednak nadal system nie jest bezbłędny.